# Pietro Prisco Guglielmucci
Pietro Prisco Guglielmucci (fine XV secolo – 1539) è stato un vescovo cattolico italiano, vescovo di Lavello dal 1515 al 1539.

## Biografia
Il 10 dicembre 1515 fu nominato vescovo di Lavello da papa Leone X.